# Epiphragma gaigei
Epiphragma gaigei är en tvåvingeart som beskrevs av Alexander 1929. Epiphragma gaigei ingår i släktet Epiphragma och familjen småharkrankar.
Artens utbredningsområde är Panama. Inga underarter finns listade i Catalogue of Life.